# Krištanci
Krištanci is een plaats in Slovenië en maakt deel uit van de gemeente Ljutomer in de NUTS-3-regio Pomurska. De plaats telde 67 inwoners op 1 januari 2020.